# Luigi Squillario
Luigi Squillario (Gueugnon, 22 aprile 1935 – Biella, 20 settembre 2020) è stato un politico e banchiere italiano, sindaco per due mandati della città di Biella, dal 1980 al 1990.

## Biografia
Laureato in giurisprudenza all'Università Cattolica del Sacro Cuore. Iscritto alla Democrazia Cristiana, di cui è segretario provinciale biellese, viene eletto nel 1980 alla carica di sindaco della città di Biella, venendo confermato per il secondo mandato e restando in carica fino al 1990. 
Conclusa l'esperienza da primo cittadino, dapprima viene eletto consigliere in Regione Piemonte, carica che ricopre dal 1990 al 1995, e in seguito è nominato presidente della Cassa di Risparmio di Biella e successivamente a capo dell'omonima fondazione.
Muore dopo una lunga malattia, nel settembre 2020 all'età di 85 anni.